# 코소네-퐁탈라역
코소네-퐁탈라역(프랑스어: Gare de Cossonay-Penthalaz)은 스위스 보주의 퐁탈라 지자체에 있는 기차역이다. 스위스 연방 철도의 여러 표준궤 라인의 중간 정류장이다. 역은 코소네-가르-빌 케이블카의 계곡 역에 인접해 있다.

## 운행편
2021년 12월 시간표 변경에 따라 다음 서비스는 코소네-퐁탈라에서 정차한다.
- RER 보 :
  - S1 / S5 : 그랑송과 로잔 사이를 30분 간격으로 운행한다. 다른 모든 열차는 로잔에서 베(주중) 또는 에이글(주말)까지 계속된다.
  - S2 : 발로브와 에이글 사이의 시간별 운행
  - S22 : 발로브를 경유하여 르브라수스 사이에 러시아워 운행